# Veselo število
Vesélo števílo je v matematiki celo število, kjer zaporedna vsota kvadratov njegovih števk sčasoma postane enaka 1. Če začnemo na primer s številom 7, dobimo zaporedje vsot: 7, {\displaystyle 7^{2}=49}, {\displaystyle 4^{2}+9^{2}=97}, {\displaystyle 9^{2}+7^{2}=130}, {\displaystyle 1^{2}+3^{2}+0^{2}=10} in nazadnje {\displaystyle 1^{2}+0^{2}=1}. Zaradi tega je 7 veselo število. Prva vesela števila so (OEIS A007770):
1, 7, 10, 13, 19, 23, 28, 31, 32, 44, 49, 68, 70, 79, 82, 86, 94, 97, 100, 103, 109, 129, 130, 133, 139, 167, 176, 188, 190, 192, 193, 203, 208, 219, 226, 230, 236, 239, 262, 263, 280, 291, 293, 301, 302, ...
Prva zaporedna vesela števila (n, n + 1) se pojavljajo pri n, ki so enaki (OEIS A035502):
31, 129, 192, 262, 301, 319, 367, 391, 565, 622, 637, 655, 912, 931, 1029, 1092, 1114, 1121, 1151, 1184, 1211, ...
Število, ki ni veselo, je neveselo ali žalostno število.

## Veselo praštevilo
Vesela števila, ki so tudi praštevila, so vesela praštevila. Vesela praštevila pod 500 so (OEIS A035497):
7, 13, 19, 23, 31, 79, 97, 103, 109, 139, 167, 193, 239, 263, 293, 313, 331, 367, 379, 383, 397, 409, 487.
Vsa števila in s tem tudi vsa praštevila v obliki {\displaystyle 10^{n}+3} in {\displaystyle 10^{n}+9} za n je večji od 0 (n > 0) so vesela števila. Pri tem velja, da:
- so tovrstna števila dvomestna;
- je prva števka vedno 1 zaradi 10n;
- je zadnja števka vedno 3 ali 9;
- so vse druge števke 0, zaradi česar ne bodo prispevala k vsoti kvadratov.
  - V primeru števke 3 je vsota kvadratov: 12 + 32 = 10 → 12 = 1;
  - V primeru števke 9 je vsota kvadratov: 12 + 92 = 82 → 64 + 4 = 68 → 100 -> 1.

Tudi palindromno praštevilo 10150006 + 7426247 · 1075000 + 1 je veselo praštevilo s 150.007 števkami, saj veliko ničel ne prispeva k vsoti kvadriranih števk. Tudi število {\displaystyle 1^{2}+7^{2}+4^{2}+2^{2}+6^{2}+2^{2}+4^{2}+7^{2}+1^{2}=176} je veselo. Paul Jobling je odkril praštevilo leta 2005.
Leta 2007 je bilo največje znano veselo praštevilo in dvanajsto največje znano praštevilo
4847 · 23321063 + 1. Decimalno razvitje ima 999.744 števk: 1844857508...(999.724 števk ni zapisanih)...2886501377. Richard Hassler je to praštevilo odkril s programom Seventeen or Bust leta 2005. Jens K. Andersen ga je opredelil kot največje znano veselo praštevilo junija 2007.

## Kubiranje veselih števil
Določena števila so lahko tudi vesela števila v primeru razširitve pojma na zaporedno vsoto kubov njegovih števk. Tako število je npr. 1579, saj je:
{\displaystyle 1^{3}+5^{3}+7^{3}+9^{3}=1+125+343+729=1198}
{\displaystyle 1^{3}+1^{3}+9^{3}+8^{3}=1+1+729+512=1243}
{\displaystyle 1^{3}+2^{3}+4^{3}+3^{3}=1+8+64+27=100}
{\displaystyle 1^{3}+0^{3}+0^{3}=1}